# Pseudokochiomyia taranovii
Pseudokochiomyia taranovii är en tvåvingeart som beskrevs av Fedotova 1992. Pseudokochiomyia taranovii ingår i släktet Pseudokochiomyia och familjen gallmyggor.
Artens utbredningsområde är Kazakstan. Inga underarter finns listade i Catalogue of Life.